# Thug Behram
Thug Behram (ou Buhram ; 1765-1840), de la secte des Thugs en Inde, est connu pour avoir tué 931 personnes par strangulation entre 1790 et 1840, avec un foulard de cérémonie appelé rumal (mot qui signifie "mouchoir" en hindi), utilisé par les Thugs,. Il a été pendu en 1840.

## Biographie
Alors que Behram est crédité de 931 meurtres, James Paton, un officier de la Compagnie britannique des Indes orientales, a écrit que Behram a dit « avoir été présent » lors de 931 assassinats et qu'ensuite il a dit : « J’ai bien étranglé 125 hommes de mes propres mains, et j'ai dû voir se faire étrangler 150 autres. »